# Noologie

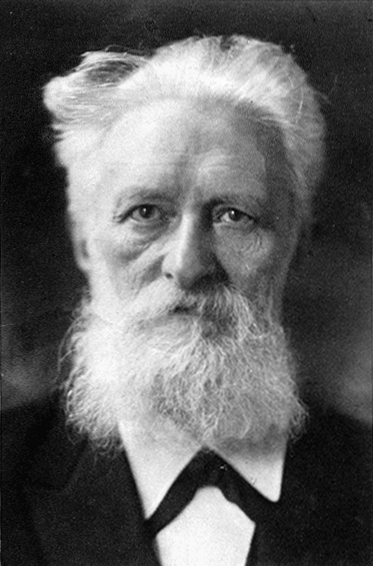
Rudolf Eucken, Altersporträt

Der auf die Schulmetaphysik des 17. Jahrhunderts zurückgehende Begriff Noologie (von griech. noein = denken) lässt sich am besten als Form der Geisteslehre bezeichnen. Er wurde auch von Atlas Crusius und dem schottischen Philosophen Thomas Reid verwendet. In späterer Zeit spielte er im Werk des deutschen Philosophen Rudolf Eucken eine Rolle. Eucken nannte seine Philosophie Noologie, da sie sich seiner Meinung nach auf den „Welt und Seele umspannenden Geist“ beziehe. Die noologische Methode ermöglicht seiner Meinung nach ein „Aufsteigen der Wirklichkeit“ zu einer „inneren Einheit und zu voller Selbstständigkeit“. Eine Loslösung des wissenschaftlichen Denkens von den übrigen Kulturprozessen soll so, nach Max Scheler, verhindert werden. Die noologische Methode wird der psychologischen Methode entgegengesetzt, die nur vom menschlichen Bewusstsein ausgeht.
Der Begriff wurde zusätzlich auch als Gliederungsprinzip für philosophische, politische sowie ethnologische Bereiche angewandt.
Eine insbesondere bei Augustinus zu findende Argumentation wird ferner gelegentlich „Noologischer Gottesbeweis“ genannt. Er verfährt, vereinfacht rekonstruiert, nach folgendem Schema: Ich erkenne Wahrheiten. Diese Wahrheiten weisen bestimmte Vollkommenheiten auf: Notwendigkeit, Ewigkeit (usw.). Das Zukommen von Vollkommenheiten ist nicht erklärbar durch Instanzen, welche diese nicht oder in geringerem Maße besitzen. Es muss etwas geben, was mein Erkennen ewiger Wahrheiten erklärt und selbst in höchstem Maße ewig und wahr (usw.) ist. Dieses gibt es, es ist die Wahrheit selbst, und diese ist Gott. Siehe dazu auch: Natürliche Theologie.
Gilles Deleuze und Félix Guattari wenden den Begriff der Noologie kritisch und problematisieren mit ihm eine Universalisierung der Denkart, welche mit Konformität und Kontrolle einhergeht: „Gelegentlich werden Inhalte des Denkens kritisiert, weil sie für zu konformistisch gehalten werden. Aber die Frage bezieht sich zunächst auf die Form selber. Das Denken als solches ist bereits konform mit einem Modell, das es vom Staatsapparat übernommen hat und das ihm Ziele und Wege, Leitungen, Kanäle, Organe, ein ganzes Organon vorschreibt. Es gibt also ein Bild des Denkens, das das ganze Denken verdeckt. Das ist der besondere Gegenstand einer 'Noologie' und so etwas wie die im Denken entwickelte Staats-Form.“ Der Begriff der Noologie bezeichnet also ähnlich wie der Begriff der Ideologie einerseits Homogenisierungsprozesse des Denkens, andererseits die Wissenschaft derselben Prozesse (also den Zustand und die Wissenschaft von demselben). Von zentraler Bedeutung ist in beiden Fällen, dass Denken mit einem Bild desselben verwechselt und ersetzt wird. Die Folge dieser Verwechslung ist eine homogenisierende Strukturierung des Denkens. Anders als Ideologie bezeichnet das Konzept der Noologie also weniger Inhalte des Denkens (z. B. bestimmte Weltanschauungen), als vielmehr dessen Struktur und deren Historie: „Die Noologie, die man nicht mit der Ideologie verwechseln darf, ist das Studium der Bildes des Denkens und ihrer Geschichtlichkeit.“ Auch wenn der Begriff der Noologie in Tausend Plateaus seine eigentliche konzeptionelle Ausarbeitung erfährt und argumentative Verwendung findet, können frühere Arbeiten von Gilles Deleuze (in denen dieser das „Bild des Denkens“ untersucht) im Wesentlichen als noologische Studien angesehen werden.